# رشتقون
رشتقون، روستایی از توابع بخش شمالی شهرستان آبیک در استان قزوین ایران است. و این شهر مرکز دهستان رشتیجان است.
و این شهر از برزگترین شهر های بخش شمالی است

## جمعیت
این روستا در دهستان رشتیجان قرار دارد و براساس سرشماری مرکز آمار ایران در سال ۱۳۸۵، جمعیت آن ۵هزارو ششصد نوزده  نفر (۸۷۹خانوار) بوده است. و این روستا مرکز دهستان اقبال هم میباشد.
زبان مردم این روستا تاتی ترکی کردی لری لکی است